# Jim Howick

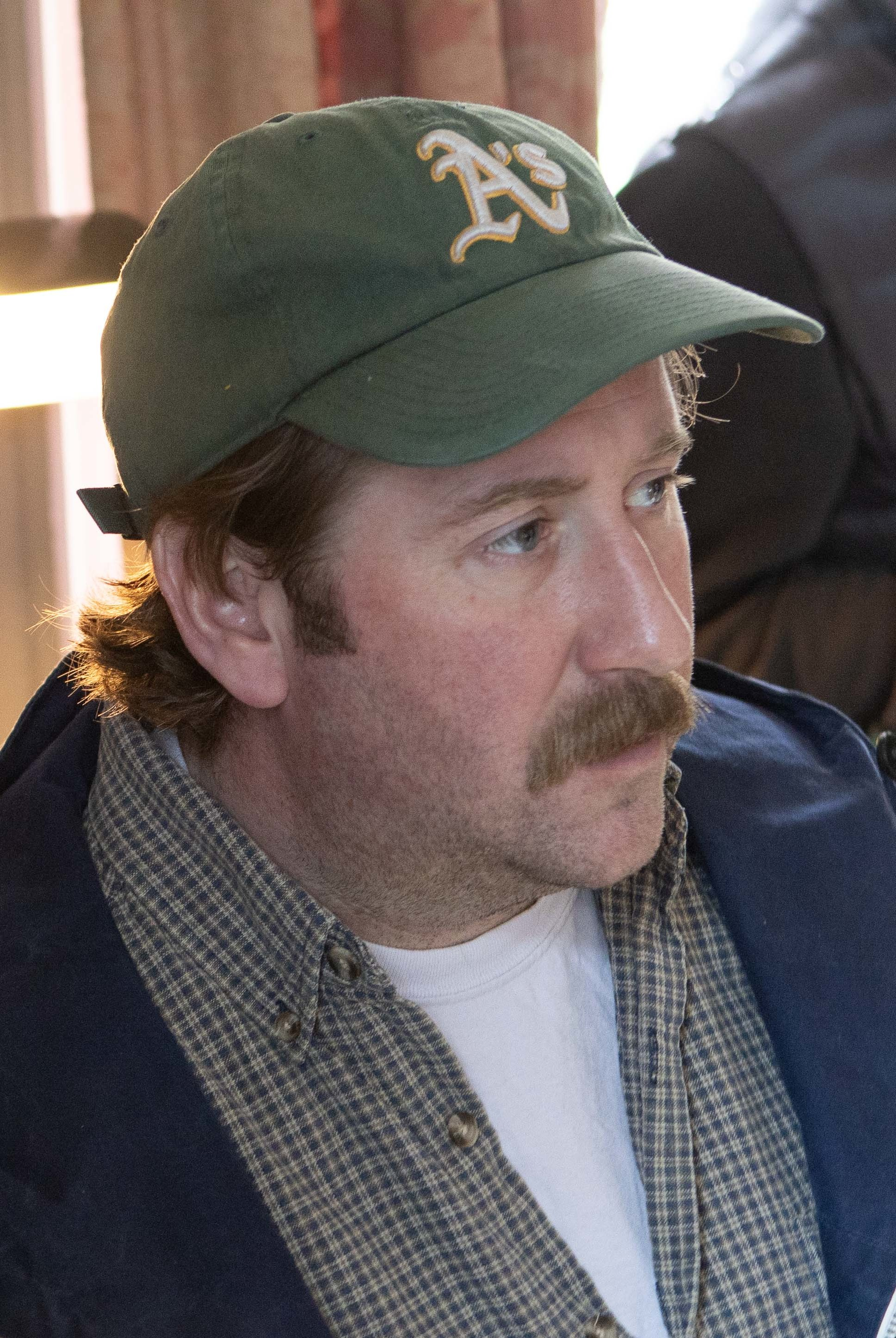
Jim Howick am Set von Ghosts series 2

James Howick (* 14. Mai 1979 in Chichester, West Sussex) ist ein britischer Schauspieler und Autor, bekannt durch seine Auftritte in Serien wie Sex Education, Peep Show, Horrible Histories, Stag, Ghosts und Here We Go.

## Frühes Leben
Howick wuchs in Bognor Regis auf. Er besuchte die Regis School. Im Jahr 2000 schloss er sein Studium an der Mountview Academy of Theatre Arts mit Auszeichnung ab.

## Karriere
Zusammen mit den fünf anderen Horrible-Histories-Hauptdarstellern, zu denen Ben Willbond, Martha Howe-Douglas, Mathew Baynton, Simon Farnaby und Laurence Rickard gehören, ist Howick auch der Miterfinder, -autor und -star von Yonderland, einer achtteiligen Familien-Fantasy-Comedyserie, die am 10. November 2013 auf Sky One Premiere hatte. Mit der gleichen Truppe spielte er die Hauptrolle in Bill, einer von der BBC produzierten Filmkomödie, die lose auf dem frühen Leben von William Shakespeare basiert. Zu seinen weiteren prominenten Fernsehrollen gehören Gerard in Peep Show, Gerry in Danny Boyles Babylon und Anthony in der Neuauflage von Reggie Perrin. Darüber hinaus war er regelmäßiger Gaststar in verschiedenen Sketch-Comedys, darunter The Armstrong and Miller Show und The Kevin Bishop Show. 2017 spielte er Aaron Mayford in dem ITV-Thriller Broadchurch. Seit 2019 spielt Howick in der Netflix-Originalserie Sex Education die Rolle von Mr. Hendricks, einem Lehrer für Naturwissenschaften an der Moordale Secondary School, der auch die Swing Band dirigiert. Howick ist der Co-Schöpfer, Co-Autor und Co-Star der BBC One-Sitcom Ghosts. Howick spielt zahlreiche Charaktere, ist aber vor allem für seine Rolle als Patrick Butcher bekannt, ein Pfadfindermeister aus den 1980er Jahren, der bei einem Unfall beim Bogenschießen ums Leben kommt – die Serie wurde erstmals 2019 ausgestrahlt und wurde um eine fünfte Staffel verlängert. In jüngerer Zeit wurde Howick in der BBC-Comedyserie Here We Go aus dem Jahr 2022 besetzt, in der er Paul Jessop spielt.
Im Film spielte Howick den Cpl. Matlin in der Guillermo-del-Toro-Adaption von Hellboy.

## Auszeichnungen
Im Jahr 2010 gewann Howick einen Kinder-BAFTA für seine Rolle in der zweiten Staffel der CBBC-Fernsehserie Horrible Histories.